# Абруззо, Бен
Бен Абруззо (или Абруццо (англ. Ben Abruzzo), полное имя — Бенджамин Абруззо (англ. Benjamin L. Abruzzo); 1930—1985) — американский предприниматель и воздухоплаватель. В ноябре 1981 года вместе со своим экипажем впервые в мире пересёк Тихий океан на воздушном шаре Double Eagle V.

## Биография
Родился 9 июня 1930 года в городе Рокфорд, штат Иллинойс. В 1952 году окончил Иллинойсский университет в Урбане-Шампейне. Затем проходил службу в Военно-воздушных силах США. По её окончании был прикомандирован к военной авиабазе Киртланд в Нью-Мексико, расположенной неподалёку от города Альбукерке.
После демобилизации, в 1954-м, Абруззо вместе с семьёй поселился в этом городе и занялся бизнесом. Он был президентом компании Sandia Peak Tram Company, построившей самый длинный трамвай в Северной Америке, а также занимался недвижимостью — строил дома в горах Сандия, на землях, ранее считавшихся неприспособленными для возведения жилья, скупал недвижимость вокруг горнолыжных курортов. Бизнес обогатил его, сделав миллионером.
В 1970 году у Абруззо возник интерес к воздухоплаванию, и он обучился управлению воздушным шаром. В 1972 году благодаря усилиям Абруззо и других воздухоплавателей в Альбукерке прошёл первый в городе фестиваль воздушных шаров с участием 13 аппаратов, запущенных с парковки торгового центра. Ныне Международный фестиваль воздушных шаров в Альбукерке — крупнейшее в мире мероприятие такого рода; проводится он ежегодно в октябре, и участвуют в нём свыше 600 воздушных шаров.
В сентябре 1977 года Бен Абруззо и его коллега по интересам Макс Андерсон (Maxie Anderson) решили на воздушном шаре Double Eagle («Двойной орёл») пересечь Атлантический океан. Полёт длился 66 часов. Всё это время ни Абруззо, ни Андерсону практически не удалось сомкнуть глаз. Тем не менее, осуществить задуманное было не суждено: пилоты израсходовали весь балласт, а  Double Eagle всё равно лёг на воду близ побережья Исландии.
В 1978 году была предпринята вторая попытка пересечь Атлантику. На этот раз аэронавтов было трое: к Бену Абруззо и Максу Андерсону примкнул инженер Ларри Ньюмен (Larry Newman). Стартовать решили из городка Преск-Айл (штат Мэн). Воздушный шар Double Eagle II с аэронавтами на борту взлетел 11 августа. Шесть дней спустя аппарат с экипажем успешно приземлился в окрестностях Парижа. Б. Абруззо, М. Андерсон и Л. Ньюмен стали первыми в истории людьми, перелетевшими через Атлантику на воздушном шаре. За этот полёт в 1979 году команда была награждена Золотой медалью Конгресса США.
В 1979-м Абруззо вместе с Андерсоном на воздушном шаре Double Eagle III выиграл гонку имени Гордона Беннета (Gordon Bennett race).
В 1981 году он на воздушном шаре пересёк Тихий океан, став первым в мире, кому это удалось совершить. Аппарат Double Eagle V стартовал 9 ноября в городе Нагасима (Япония). Абруззо был капитаном экипажа. Вместе с ним в полёте участвовали его друзья из Альбукерке Ларри Ньюмен и Рон Кларк (Ron Clark), а также ресторатор из Майами Роки Аоки (Rocky Aoki), частично профинансировавший мероприятие. Шар пробыл в воздухе 84 часа 31 минуту и, преодолев расстояние 5768 миль (9244 км), приземлился в Национальном заповеднике Мендоцино в Калифорнии. При этом Абруззо вместе со своим экипажем установил мировой рекорд дальности полёта на воздушном шаре. Всего за свою жизнь он установил девять мировых рекордов на воздушном шаре — больше, чем кто-либо другой в истории воздухоплавания.
11 февраля 1985 года Бен Абруззо погиб в авиакатастрофе. В тот день он с женой и четырьмя друзьями на самолёте Cessna-421 направлялся из Альбукерке в горы на отдых. Едва взлетев, самолёт вдруг начал терять высоту, а потом упал и взорвался. В катастрофе никто не выжил.

## Награды
- Золотая медаль Конгресса США (1979)